# Pterophanes cyanopterus
O asa-safira ou colibri-d'asa-azul (Pterophanes cyanopterus) é uma espécie de ave da família Trochilidae (beija-flores).
Pode ser encontrada nos seguintes países: Bolívia, Colômbia, Equador e Peru.
Os seus habitats naturais são: regiões subtropicais ou tropicais úmidas de alta altitude.